# Поршнева машина
Поршнева машина — машина, що за допомогою поршня перетворює потенційну енергію робочого тіла (плазми, газу, пари, чи рідини) на механічну (кінетичну) енергію на привідному валу або навпаки.
При роботі поршневої машини енергія робочого тіла може зменшуватись (двигун) або збільшуватись (насос, компресор тощо). Впуск і випуск робочого тіла в циліндр поршневої машини забезпечується розподільчим пристроєм за допомогою клапанів, золотників чи самого поршня. Робочий процес у них циклічний і переривчастий (див., наприклад, двигун внутрішнього згоряння).
У більшості поршневих машин поршень пов'язаний з кривошипним механізмом, за допомогою якого зворотно-поступальний рух поршня перетворюється в обертальний рух вала (або навпаки). Через циклічність робочого процесу і наявність кривошипного механізму поршневі машини не такі швидкохідні, як лопатеві машини, вони мають більшу питому масу і значні втрати на тертя. Поршень постійно змінює напрямок і швидкість свого руху, тому, порівняно з лопатевими машинами, поршневі менш потужні й менше збалансовані.
До поршневих машин належать більшість двигунів внутрішнього згоряння, парові машини, поршневі компресори і насоси, деякі спеціальні машини, наприклад, для лиття під високим тиском тощо. Машини такого типу нескладні в експлуатації, довговічні. Поршневі машини використовують у промисловості, на транспорті тощо.
Застосовуються безшатунні поршневі машини, у яких перетворення зворотно-поступального руху в обертальний здійснюється силовим безшатунним механізмом, а також роторно-поршневі поршневі машини з обертальним рухом поршня, наприклад, двигун Ванкеля. Використання в поршневих машинах як поршня плунжера дає змогу здійснити роботу насосів (див., наприклад, паливний насос високого тиску) при підвищених тисках.